# Георги Златев-Черкин
Георги Димитров Златев-Черкин е български вокален педагог и композитор.
Започва да учи пиано на 9-годишна възраст. Като ученик се изявява като основател и диригент на ученически хор. По същото време започват първите му композиционни опити на песни и пиеси за цигулка и пиано.
През 1923 година завършва гимназия в Русе и е приет да следва в Държавната консерватория. Първата му специалност е пиано, а втората – пеене. Негови преподаватели са изявени български музиканти като Иван Торчанов, Добри Христов, Павел Стефанов и Никола Атанасов. През 1925 година прекъсва следването си в София, за да замине за Виена, в Държавната академия за музикално и драматично изкуство.Прекрасните певчески качества на младия тенор веднага са забелязани от проф. д-р Тео Лирхамер (световно известен вокален педагог, почетен член на Лондонската краска академия, последен представител на школа „Гарсия“) и той бива приет в неговия клас. На следващата година започва редовни занимания и в Теоретичния факултет на Виенската музикална академия (специалности Композиция и Хармония) при проф. Йозеф Маркс.
По време на следването си във Виена Златев-Черкин написва множество солови и хорови песни и няколко инструментални пиеси. Участва като изпълнител на няколко оперни спектакли и това поражда интереса му към вокалната педагогика.
През 1929 година Златев-Черкин се завръща в България, където постъпва като преподавател по пеене в Консерваторията. Между 1936 – 1940 година отново е във Виена, където работи като асистент на проф. Теодор Лирхамер. След смъртта на проф.Лирхамер Черкин защитава професорска титла и е назначен за редовен професор по пеене във Виенската музикална академия.
Още като млад композитор Черкин е наречен от виенската музикална критика българския Шуберт. Негови песни са композирани върху текстове на големите български поети Цанко Церковски, Димчо Дебелянов, Гео Милев, Христо Смирненски, Елисавета Багряна, Блага Димитрова, Николай Ланков.
Творби на проф. Черкин са „Севдана“, „Хоро и ръченица“, „Български танц“, „Пристануша“, „Септември 23-та“, „Бунтовната песен“, „Скритото съкровище“, „Елмазения меч“.
При повторното си завръщане в България Златев-Черкин отново преподава в Консерваторията като извънреден, а от есента на 1944 година – и като редовен професор. До тогава творчеството му се състои основно от солови лирически и кратки инструментални пиеси, а след 1944 година започва да пише песни на актуални политически теми и се обръща и към по-големите композиционни форми. В периода 1948 – 54 година Георги Златев-Черкин е ректор на Консерваторията, Декан на Вокалния факултет и Завеждащ катедра „Пеене“ от 1960 г до пенсионирането му. От 1955 до 1958 година работи като вокален педагог в Китайската народна република, като преподава в музикалните консерватории в Пекин, Шанхай и Тиен Цин. Там е удостоен с китайския орден „За изкуството и дружбата“.
През близо петдесетгодишната си вокално-педагогическа дейност проф. Черкин е създал плеяда от български и чуждестранни певци, които утвърждават неговата вокална школа. Това са Люба Величкова (Люба Велич), първата българка, пяла с блестящ успех в ролите на „Саломе“ и „Аида“ на сцената на Метрополитен опера – Ню Йорк, Никола Христов, д-р Любомир Панчев (камерзенгер на Виена), Михаил Янков, Хелзинг Хербарт, Валтер Глазер, Карл Фридрих и следващите поколения – Цветана Дякович, Александрина Милчева, Лили Йорданова, Веселин Дамянов, Пенка Коева, Нели Делибашева, Ана Томова-Синтова, Антония Котова, Зорка Димитрова, Димитър Дамянов и много други.
Народен артист е от 1970 г.
През 2019 г. Лили Иванова записва песента „Севдана“, по негова музика от 1944 г., озаглавила едноименния албум на певицата „Севдана“.
Неговият внук Георги Черкин е известен пианист.

## Творчество
Георги Златев-Черкин е автор на оперети, кантати, пиеси за пиано, на камерна музика, хорови и солови пиеси и др.
Оперети
- „Бунтовната песен“ – поставена – 1955 г.
- „Скритото съкровище“ – съвместно с Георги Черкин-син, поставена 1961 г.
- „Септември – 1923 г.“ – кантата – 1945 г. и др.

## Памет
На Георги Черкин е наречена улица в квартал „Манастирски ливади“ в София (Карта).